# Palazzo Pojana
Palazzo Pojana (scritto anche Poiana) è un palazzo sito in corso Palladio a Vicenza, attribuito all'architetto Andrea Palladio, che lo avrebbe progettato nel 1560 circa.
È inserito nell'elenco dei 23 monumenti palladiani della città che fa parte dei Patrimoni dell'umanità dell'UNESCO.

## Storia
Il palazzo come si presenta oggi è frutto dell'unione di due entità edilizie, originariamente separate dalla viuzza Do Rode (Due Ruote): tale unione fu dovuta alla richiesta che il proprietario dei due edifici, Vincenzo Pojana, presentò al Comune di Vicenza il 22 gennaio 1561. La realizzazione ebbe luogo tra il 1563 ed il 1566.
Pur in assenza di riscontri documentali ufficiali o di disegni autografi di Andrea Palladio, si ritiene che il progetto del palazzo sia da attribuire al grande architetto veneto, data la qualità architettonica del piano nobile, che comprende due piani, e l'eleganza del disegno dei particolari, quali ad esempio i capitelli compositi e la trabeazione. Se l'attribuzione al Palladio, come quasi certamente è, è corretta, occorre notare che elementi come le paraste prive di entasi non sono coerenti con lo stile palladiano degli anni 1560, e quindi è assai probabile che la parte sinistra del palazzo sia da ascrivere al periodo giovanile dell'artista, cioè negli anni 1540, e che questi sia poi stato chiamato a completare la sua opera con il confinante edificio, allorché il Pojana decise l'ampliamento della propria casa. Quanto sopra è confermato dalle differenze nella configurazione della zona del basamento nelle due metà dell'edificio.